# Islandia na Zimowych Igrzyskach Olimpijskich 1976
Islandię na Zimowych Igrzyskach Olimpijskich 1976 w austriackim Innsbrucku reprezentowało 8 zawodników (6 mężczyzn i 2 kobiety), którzy wystartowali w 2 dyscyplinach.
Był to siódmy start Islandii na zimowych igrzyskach olimpijskich.

## Wyniki

### Biegi narciarskie
Mężczyźni
| Konkurencja | Zawodnik            | Wyścig     | Wyścig |
| Konkurencja | Zawodnik            | Czas       | Poz.   |
| ----------- | ------------------- | ---------- | ------ |
| 15 km       | Trausti Sveinsson   | 52:50.29   | 69     |
| 15 km       | Halldór Matthíasson | 48:42.22   | 47     |
| 30 km       | Halldór Matthíasson | 1'50:02.09 | 64     |
| 30 km       | Trausti Sveinsson   | 1'47:48.45 | 63     |
| 50 km       | Halldór Matthíasson | 3'02:51.17 | 42     |

### Narciarstwo alpejskie
Mężczyźni
| Zawodnik          | Konkurencja   | Zjazd 1 | Zjazd 1 | Zjazd 2 | Zjazd 2 | Wynik łączny | Wynik łączny |
| Zawodnik          | Konkurencja   | Czas    | Poz.    | Czas    | Poz.    | Czas         | Poz.         |
| ----------------- | ------------- | ------- | ------- | ------- | ------- | ------------ | ------------ |
| Árni Óðinsson     | Slalom gigant | 2:05.28 | 73      | DNF     | –       | DNF          | –            |
| Tómas Leifsson    | Slalom gigant | 2:01.83 | 67      | 2:03.54 | 46      | 4:05.37      | 46           |
| Haukur Jóhannsson | Slalom gigant | 2:01.76 | 64      | DNF     | –       | DNF          | –            |
| Sigurður Jónsson  | Slalom gigant | 1:58.46 | 57      | 1:57.76 | 37      | 3:56.22      | 39           |
| Tómas Leifsson    | Slalom        | DNF     | –       | –       | –       | DNF          | –            |
| Haukur Jóhannsson | Slalom        | 1:10.89 | 40      | 1:13.16 | 31      | 2:24.05      | 32           |
| Sigurður Jónsson  | Slalom        | 1:07.28 | 32      | 1:10.06 | 23      | 2:17.34      | 24           |

Kobiety
| Zawodniczka            | Konkurencja   | Zjazd 1 | Zjazd 1 | Zjazd 2 | Zjazd 2 | Wynik łączny | Wynik łączny |
| Zawodniczka            | Konkurencja   | Czas    | Poz.    | Czas    | Poz.    | Czas         | Poz.         |
| ---------------------- | ------------- | ------- | ------- | ------- | ------- | ------------ | ------------ |
| Steinunn Sæmundsdóttir | Slalom gigant |         |         |         |         | 1:41.07      | 36           |
| Jórunn Viggósdóttir    | Slalom gigant |         |         |         |         | 1:40.81      | 35           |
| Jórunn Viggósdóttir    | Slalom        | DNF     | –       | –       | –       | DNF          | –            |
| Steinunn Sæmundsdóttir | Slalom        | 53.55   | 24      | 51.17   | 16      | 1:44.72      | 16           |